# Château de Vieilley
Le château de Vieilley est un château situé sur la commune de Vieilley dans le Doubs, en Franche-Comté.

## Histoire

### Moyen Âge
Les premières mentions du château de Vieilley remontent à 1258. À cette époque, les terres du village appartenaient au chapitre métropolitain de Besançon. Le haut doyen du chapitre y exerçait la haute justice et possédait de nombreux biens.
Le 28 avril 1258 le doyen du chapitre de Besançon porte plainte auprès du pape contre Étienne de la Chassagne. Ce jeune seigneur avait fait construire, sans l'autorisation de l'Église, une maison forte à Vieilley sur le fief de I’Église de Besançon.
Quatre ans plus tard, en juillet 1262, une sentence tombe : la maison forte doit être abattue. Mais en 1270, Étienne de la Chassagne reconnaît son erreur et, pour se racheter, assigne au chapitre vingt livrées de terre sur sa seigneurie de Forêt-en-Brie. 
En 1272, Jean et Hugues de la Chassagne font hommage lige au nouveau doyen du chapitre, Eudes de Neuchâtel, pour cette maison forte, qui n'a donc pas été abattue et s'obligent à ne jamais aider les ennemis de la comtesse Alix, comtesse de Savoie et de Bourgogne.
En 1284, Thiébaud du Faucogney, alors haut-doyen de l'Église de Besançon, voulant donner un plus grand relief à la dignité dont il était revêtu, transforma l’édifice en un château, qui ne fut pas d’abord aussi important qu’il le devint par la suite. Il mourut en 1300. Le chapitre, avant de pourvoir à son remplacement, sollicita et obtint de l’empereur Albert un diplôme, en date du 8 avril 1307, qui lui permit de mettre le château de Vieilley dans un état respectable de défense. Des travaux sont exécutés à cet effet comme la constitution de fosses.
Tout au long du XIVe siècle, de nombreuses transactions eurent lieu entre le chapitre et la famille de Chassagne. Ainsi, en 1342, le doyen Jean de Corcondray vend à Jean de la Chassagne la moitié de sa maison forte ainsi que la moitié de ses biens à Vieilley, pour 600 florins d'or de Florence, mais si ledit Jean de la Chassagne ne peut payer son dû avant la fête de Noël 1342, il devra alors verser au doyen 100 florins pour les frais de garde et l'entretien du château. 
Parallèlement, les chanoines pratiquent une politique de concentration de leurs biens : entre 1335 et 1357, le doyen Jean de Corcondray dépense plus de 800 livres pour l'achat de terres et de biens, dont l'autre moitié du château acquise définitivement pour 407 livres 10 sols en 1357.
De nombreuses bandes de pillards, composées de Lorrains, d'Allemands et des troupes Françaises de Louis XI, pénétrèrent en Franche-Comté en 1470 et désolèrent plusieurs villages, dont Vieilley. En 1477, des mesures sont prises pour la protection du village et des environs : le 24 avril, Jean Sixsols, Lieutenant d'Amont, invite à bien munir Vieilley menacé par les Français. Le 24 août, le chanoine de Cicon s'entend avec Jean du Puy pour la garde de Vieilley pour 20 francs. Poursuivie par des troupes bourguignonnes, une partie de ces bandes de pillards fut forcée de s'enfermer dans le château de Vieilley qui était serré de murailles. Mais, après une faible résistance, ces pillards furent contraints de se rendre. En 1486, on remit au doyen les redevances qu'il payait au chapitre a cause de l'incendie du château et du village. 

### Époque moderne
Le village eut à souffrir de la guerre de Trente Ans. En janvier 1637 de la poudre et du plomb sont envoyés au château, des mesures sont prises pour assurer sa garde. Le 10 juillet 1637, à la vue du canon et après trois sommations, le château se rend aux Français après trois jours de siège menés par l’armée du duc Bernard de Saxe-Weimar. Ceux-ci établissent une garnison de 25 soldats sous l’autorité de M. de la Vaivre. 
Avec des renforts venues de Montbeliard et menées par le Comte de Concey ils participeront à la campagne pour libérer la Franche-Comté,, . 
Le château se voit incendié par les troupes suédoises en 1642. Dans le traité de Nimègue Vieilley et le reste de la Franche-Comté revient définitivement à la France. 
François-Joseph de Grammont, archevêque et haut-doyen de l’église de Besançon, en 1680, ne put relever les fortifications de son château de Vieilley, dont une partie était déjà abattue à cette époque ; il s’occupa, du moins, d’embellir cette résidence. Il créa des jardins, des parcs décorés, des terrasses, qu’il enrichit de fontaines, de jets d’eau, et de bosquets. Le château fut entretenu mais les fortifications disparurent peu à peu.
François-Joseph de Grammont meurt ici en 1717 après avoir royalement aménagé le château. Il avait eu plusieurs conflits à résoudre avec le Parlement de Besançon sur les débats autour du jansénisme et de la bulle Unigenitus.
Le château ne conserva plus que l'aspect d'une maison de plaisance où les archevêques de Besançon séjournèrent de plus en plus régulièrement. 
En 1735. une visite est faite au château pour effectuer des réparations auxquelles sont employées 2 795 livres 4 sols, donnés à l'archevêque par les Mères du Refuge, héritières de M. de Moncey. Les travaux furent réalisés de 1736 à 1739. 
D'autres ouvrages sont entrepris durant le XVIIIe siècle, au château dont la garde et l'entretien furent confiés, en 1756, au maître-jardinier Jean-Claude Carquille. Quant aux fruits et revenus de la seigneurie de Vieilley, le chapitre les affermait à des particuliers.
À la veille de la Révolution, la communauté est fortement endettée. En 1758, le haut doyen, seigneur de Vieilley, jouissait alors du château et des terres du lieu, dont le produit était de 7 000 livres. En 1789, les biens et droits du chapitre comprennent toujours le château et ses dépendances. 
Vendu comme bien national en 1792. le château et ses dépendances furent partagés entre plusieurs acquéreurs qui ont dénaturé son aspect par des restaurations malheureuses au XIXe siècle.

### Époque contemporaine

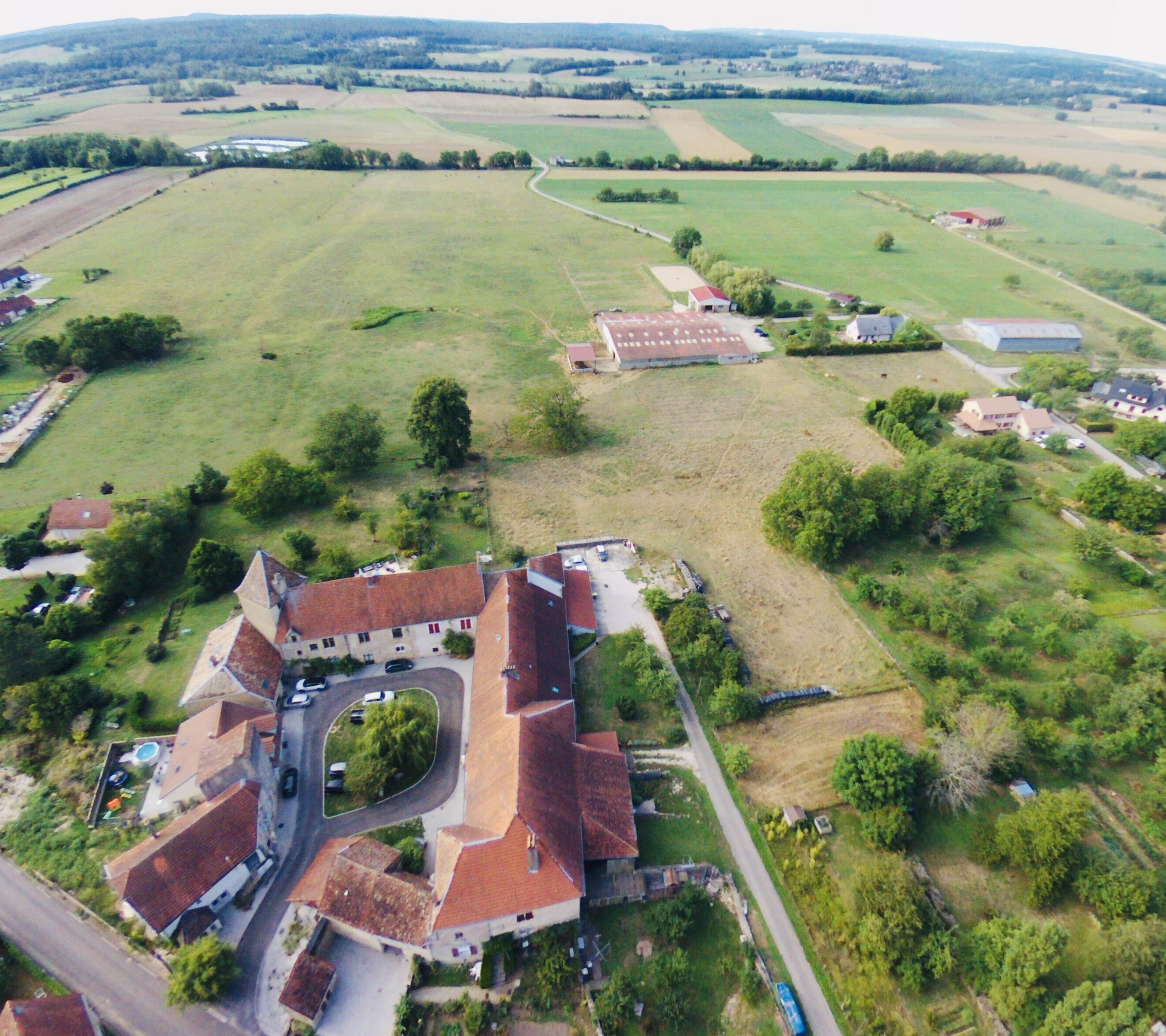
Photo aérienne du château de Vieilley

Vieilley fit partie des paroisses restées très fidèles à l'ancien Régime et à l'exercice du culte. En février 1791, le curé Barbelenet prêta serment, mais avec des restrictions, de sorte qu'il fut remplacé le 30 juillet par le bénédictin Monier. Le 26 avril 1796, on signala au capitaine de gendarmerie la présence de l’ancien curé, alors prêtre déporté, dans une chambre secrète du château.
Pendant la Première Guerre mondiale en 1917, le château est réquisitionné par la cavalerie française. Dix-sept officiers avec 220 hommes et 262 chevaux furent logés au village, dont une partie au château.
À la fin de la première guerre mondiale, le château est en mauvais état. Sa partie principale devient alors la propriété de la famille Faivre-Picon.
Foyer de résistance aux idées révolutionnaires, le village fut de nouveau actif pendant la Seconde guerre mondiale.
Le château, sous le nom de code « Le Carlton » devient le lieu de RDV secret des chefs de la résistance Franc-Comtoise.
En 1944, l'anglais George Millar, soldat de la Special Operations Executive, s’y installe après son parachutage pour y jouer un rôle important lors de la Résistance à Vieilley. Il se chargera entre autres de la formation militaire du maquis qui se spécialise dans « l’action immédiate » et effectue de nombreuses actions de sabotage des voies ferrées pour ralentir l’armée allemande. Le 15 août 1944, Vieilley est encerclé par les Allemands qui fouillent l'ensemble de village et arrêtent le chef du maquis local, le Colonel Maurin. Il réussira à fuir le jour même et pourra continuer de travailler pour la résistance. Le 16 novembre 1944 les chars français de la 1re division blindée traversent Vieilley dans le cadre de la Libération.
Aujourd’hui le château est toujours divisé entre plusieurs propriétaires. Il est constitué de deux parties principales, dont l’aile nord. Depuis un siècle, elle est la propriété de la famille Liard – Faivre-Picon.